# 평행사도

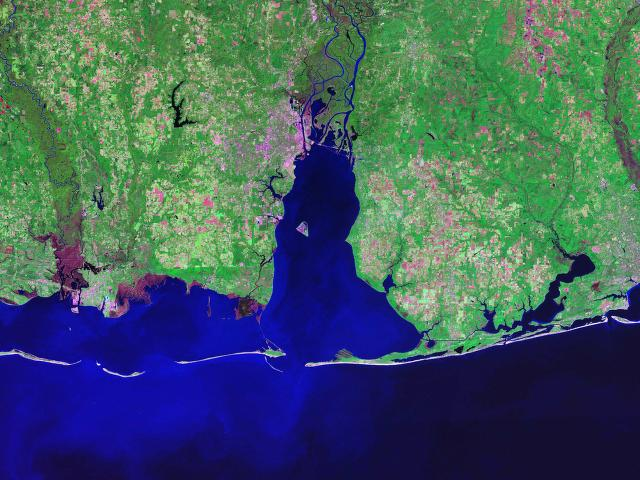

평행사도(Barrier island)는 모래와 자갈 등이 퇴적되어 해안선을 따라 길게 늘어선 섬이다. 바다로부터 육지를 보호하는 방파제와 같은 형상을 하고 있어 Barrier island로 불린다. 평행사도가 만들어지기 위해서는 해저면의 경사가 완만하고, 퇴적물의 공급이 충분히 이루어져야 하며, 조수간만의 차이가 작아야 한다.

## 대한민국의 평행사도
낙동강 하구의 진우도, 신자도 등이 있다.

## 같이 보기
- 아우터뱅크스
- 시 제도